# Nabrzeże Angielskie

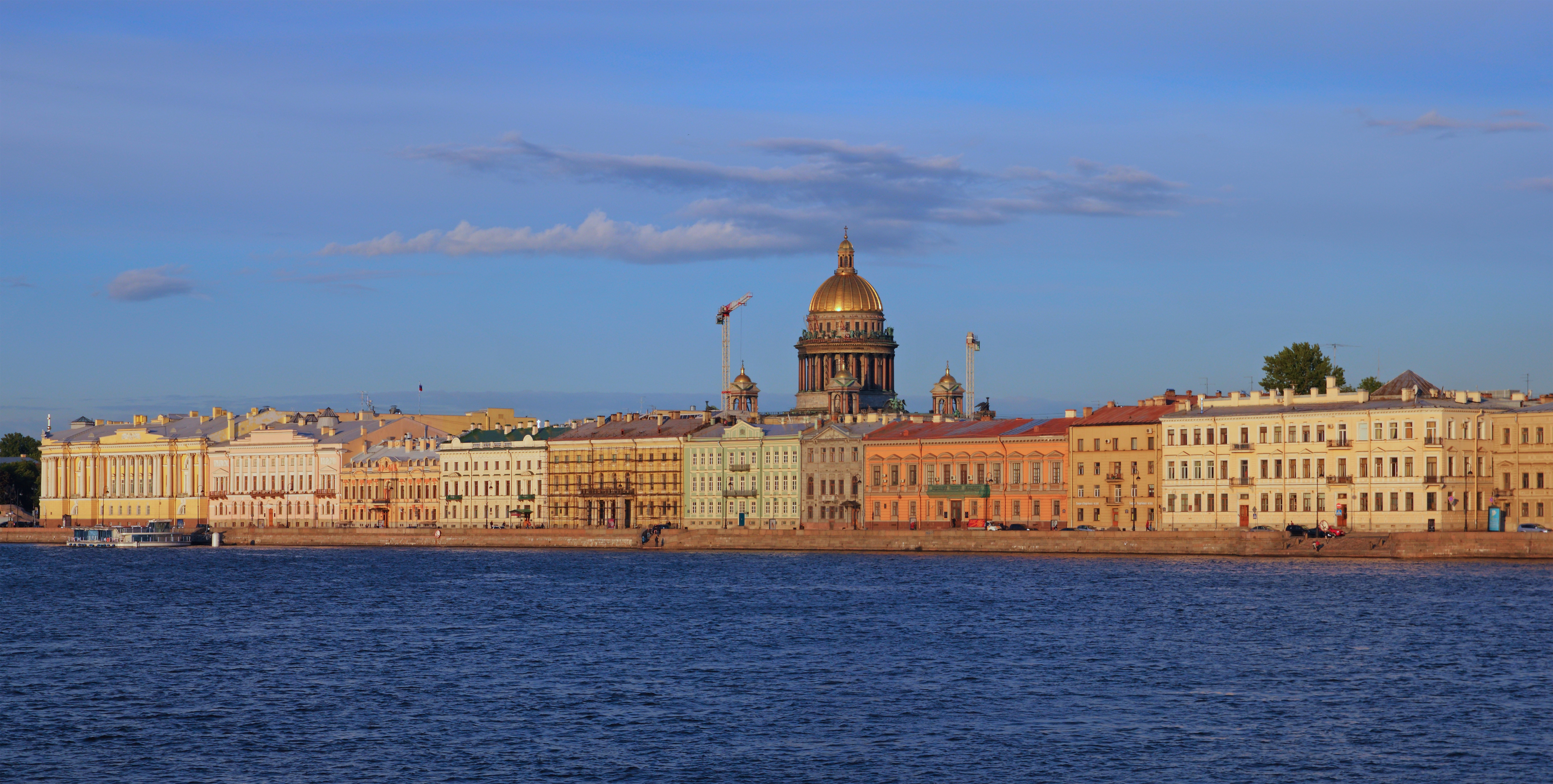
Widok ogólny Nabrzeża Angielskiego z Wyspy Wasylewskiej, w tle widoczna kopuła soboru św. Izaaka

Nabrzeże Angielskie (ros. Английская набережная, Angijskaja nabierieżnaja) – bulwar na lewym, południowym brzegu Newy, w Petersburgu. Nabrzeże o długości 1260 metrów rozpoczyna się na placu Senackim, stanowiąc kontynuację Nabrzeża Admiralicji, natomiast kończy się nad kanałem Nowo-Admirałtiejskim.

## Historia

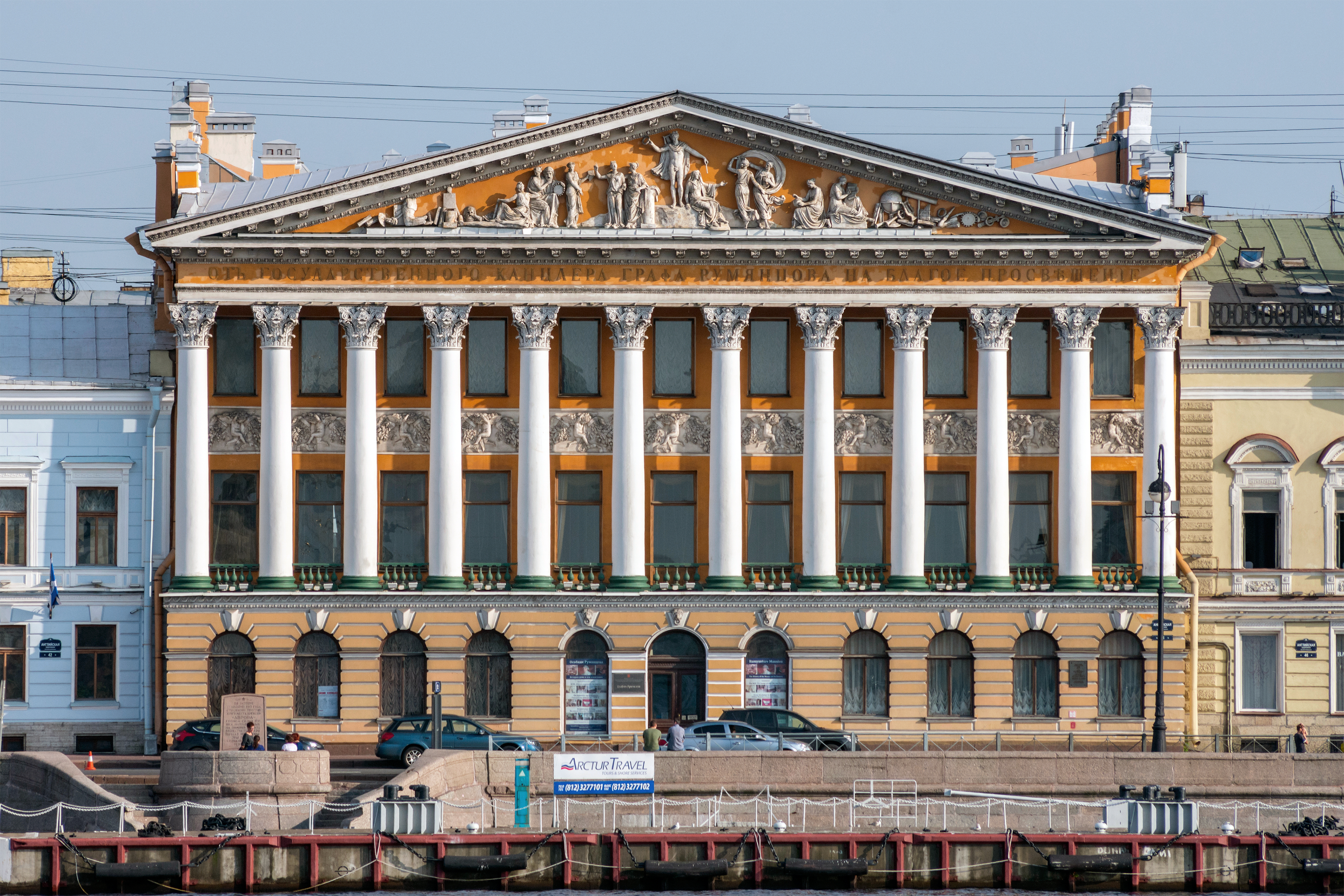
Dom Rumiancewa, nr 44

Nabrzeżna ulica została wytyczona na początku XVIII w. i nosiła początkowo nazwę Niżnej (od dolnego biegu Newy, wzdłuż którego ulica biegnie). Prowadziła do Stoczni Galerowej, toteż z czasem zaczęła być nazywana Galerową. Również w XVIII w. na nabrzeżu zaczęły powstawać prywatne rezydencje i pałace, a w latach 1777-1788 nabrzeże umocniono granitem. W ten sposób w rozwijającym się Petersburgu starano się zabezpieczyć zabudowane nabrzeża rzeki przed regularnymi powodziami. W 1814 r. powstał kościół anglikański, zaprojektowany przez Giacomo Quarenghiego. Do końca XVIII w. nabrzeże było już zabudowane w sposób zwarty, natomiast w wieku kolejnym część miejskich rezydencji na nabrzeżu została przebudowana.
W 1919 r. nabrzeże otrzymało imię Czerwonej Floty. Nawiązano w ten sposób do faktu, że w czasie rewolucji październikowej, podczas przewrotu w Piotrogrodzie, krążownik Aurora stał przy nabrzeżu, na wysokości domu nr 44. Historyczna nazwa Nabrzeże Angielskie została przywrócona w 1994 r. w ramach przygotowań do wizyty królowej brytyjskiej Elżbiety II w Petersburgu.

## Znaczące obiekty

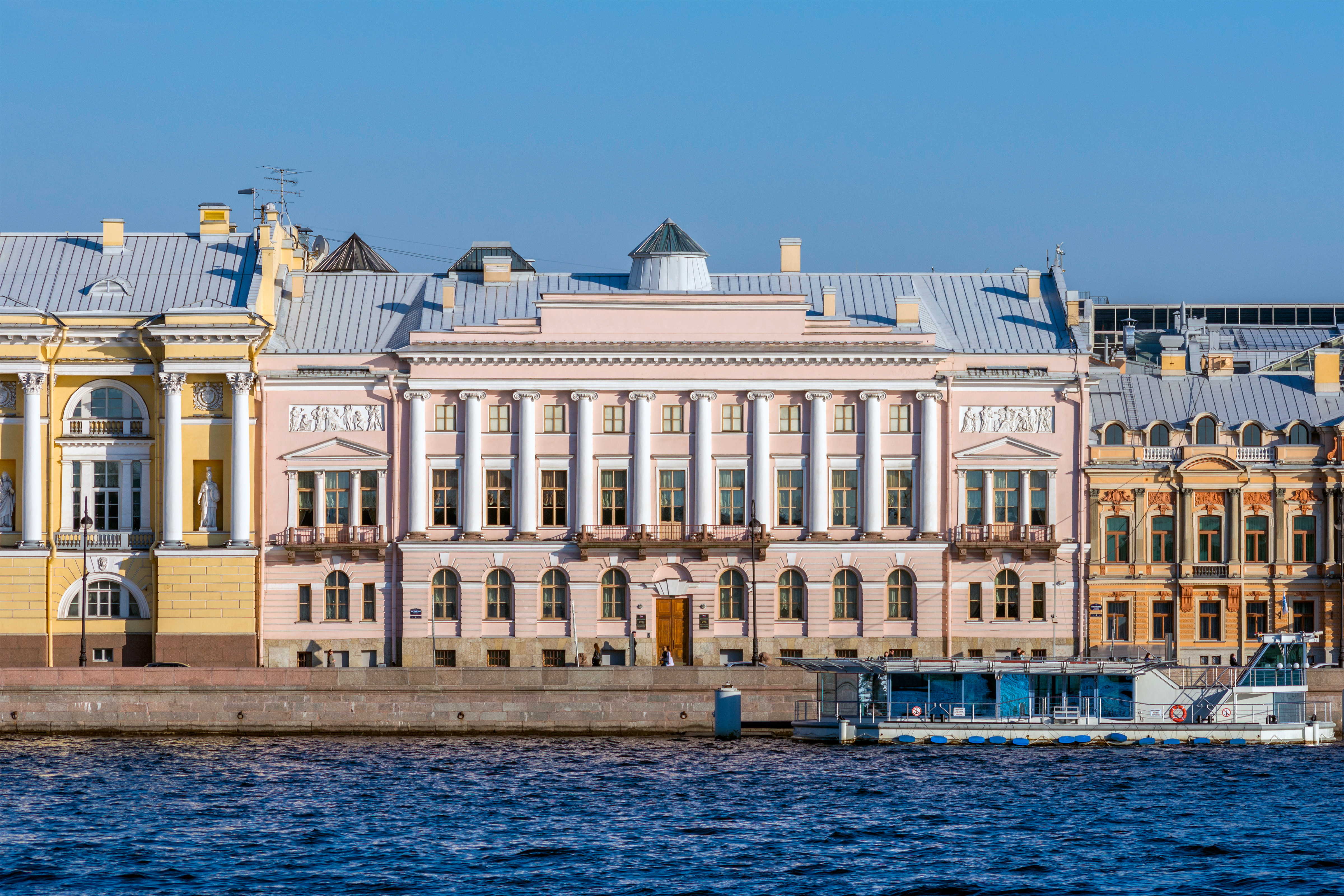
Dom hrabiny Laval, nr 4

- dom Aleksandry Laval, wzniesiony w k. XVIII w. w stylu klasycystycznym, pod nr 4[5]
- dom Woroncowa-Daszkowa, wzniesiony w latach 1736-1738 w stylu klasycystycznym, pod nr 10[6]
- willa Derwiza, wzniesiona w k. XIX w. według projektu A. Krasowskiego, pod nr 28
- gmach kolegium spraw zagranicznych, przebudowany z rezydencji miejskiej Kurakina w latach 80. XVIII w. według projektu Quarenghiego, pod nr 32[7]
- dom Rumiancewa, wzniesiony w latach 1824-1826 w stylu empire, pod nr 44[8], siedziba jednego z oddziałów Muzeum Historii Petersburga[9]
- dom Kapnista, wcześniej Stenbocka-Fermora, wzniesiony na pocz. XVIII w. według projektu Domenico Trezziniego, przebudowany w XIX w. pod nr 50[10]
- dom Strukowa, wzniesiony na pocz. XIX w. pod nr 52[11]
- dawny kościół anglikański Jezusa Chrystusa, urządzony na pocz. XIX w. w domu należącym do Szeremietjewów, zamknięty w 1919 r.[12]
- willa Sztiglica wzniesiona w latach 1824-1826 według projektu A. Krakaua pod nr 66/28[2]
- dom Gausza, wcześniej Diemidowów, wzniesiony w poł. XVIII w. pod nr 72[13]